# Hattin

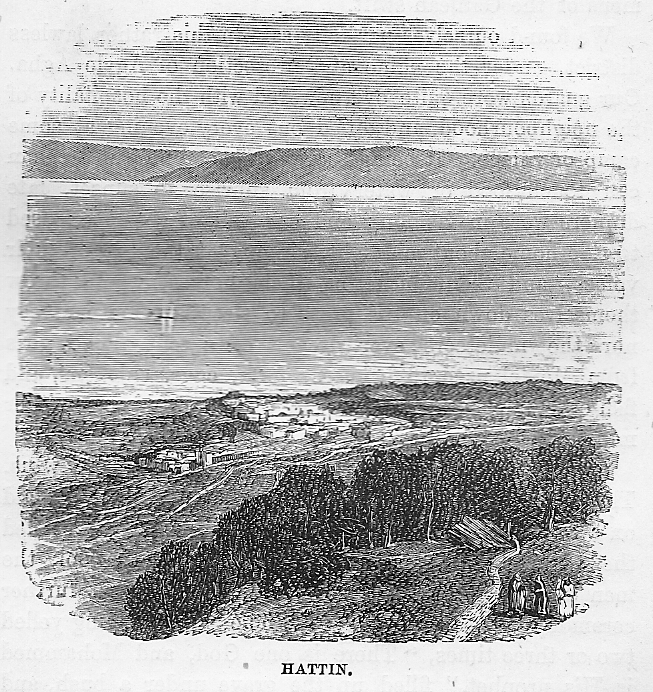
Hattin el 1865

Hattin o Hittin (àrab: حطّين, Ḥiṭṭīn o Ḥaṭṭīn) fou un poble de Palestina, situat uns 8 km a l'oest de Tiberíades, i avui a l'estat d'Israel. Al Talmud se l'anomena Kefar Hattiya. Es va fer famós per la batalla d'Hattin del 5 de juliol de 1187 que va guanyar Saladí als croats, i amb la qual va obtenir el control de la major part de l'interior de Palestina. Al llogaret hi ha la capella del profeta o nabí Xuayb, venerada pels drusos i la tomba de Jetró, anomenat Xuayb pels musulmans, sacerdot i sogre de Moisès. Va passar dels otomans als britànics el 1918 i va quedar dins el mandat de Palestina; el 1948 fou ocupat per les forces jueves i la població fou expulsada i va quedar abandonat i aviat en ruïnes.

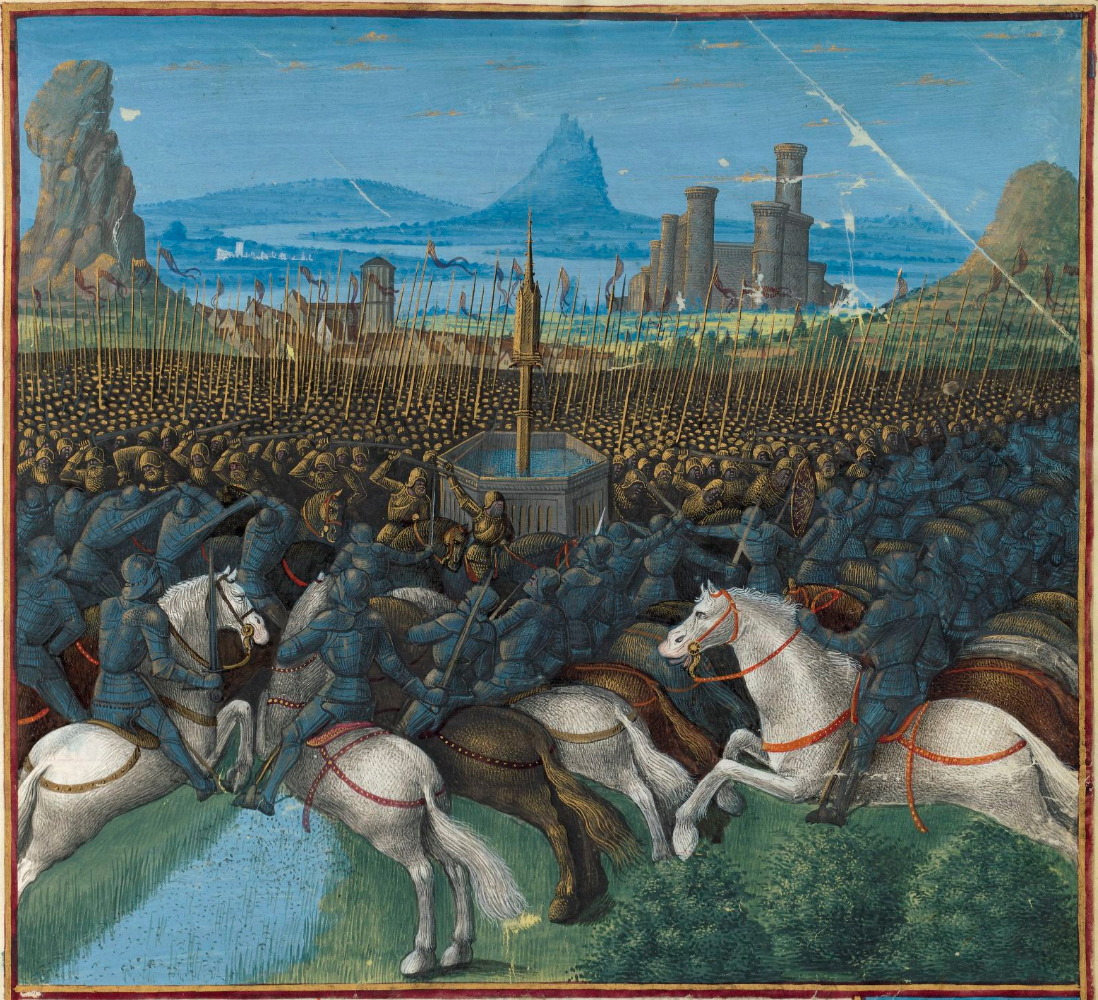
Batalla de Hattin en un manuscrit medieval

El poblet està situat en una plana al nord de dos turons anomenats els Corns de Hattin. Dominava la plana que al seu torn obria la regió del Tiberíades a la costa i era ruta pel pas de les caravanes.
Hittin o Hattin fou un antic establiment. Les excavacions han trobat poteria i restes que estan datades al Calcolític. És possible que una nova ciutat fos construïda al damunt de la cananea Siddim o Ziddim (Josuè 19:35), rebatejada Kefar Hattin (Vila de Gra) al segle iii aC. En temps dels romans s'anomenava Kfar Hittaya.
El 1516 va passar als otomans i el 1596 va formar part de la nàhiya de Tiberíades, al liwà de Safad. Al començament del segle xx es van vendre algunes terres a fons jueus que hi van establir algunes colònies: Mitzpa el 1910 i Hittin el 1924 (rebatejada després Kfar Hittim). Hi va haver enfrontaments antre àrabs i jueus i els àrabs van atacar els establiments jueus el 1929 però foren rebutjats per la policia britànica. Els jueus van abandonar l'establiment d'Hittin el 1933, i el 1936 fou reconstruït i rebatejat Kfar Hittim. El 1932 els palestins van decidir celebrar el dia de la victòria d'Hattin, celebracions que es van fer el 27 d'agost com una celebració progressista i anticolonialista a la que van assistir gent de Síria, Líban, Transjordània i d'arreu de Palestina. El 1948 el poble àrab fou ocupat per les forces jueces i la població àrab, virtualment desarmada, fou expulsada per manca d'aprovisionament i va quedar abandonat i aviat en ruïnes. Algunes colònies jueves es van fundar el 1949 i 1950. Els drusos, que simpatitzaven amb Israel, van rebre la custòdia de la capella i tomba de Hittin.

## Demografia
- 1596: 695 habitants
- 1922: 889
- 1931: 931
- 1945: 1.190
- 1948 (projecció) 1.380
- 1998: 8.477 descendents dels exiliats